# Pieter van der Schelling
Pieter van der Schelling (Rotterdam, 23 juli 1691 - aldaar, 1751) was een Nederlandse verzamelaar en onderzoeker van oudheden, die na zijn huwelijk in 1717 met Alida van Alkemade (1684/1685-1742) ging samenwerken met zijn schoonvader Cornelis van Alkemade, eveneens verzamelaar van oudheden. Na de dood van Cornelis van Alkemade in 1737 zette Pieter van der Schelling diens werk voort. Voor alle projecten, waarmee Cornelis van Alkemade zich bezighield, leverde Pieter van der Schelling aantekeningen.

## Levensloop
Pieter van der Schelling was een zoon van Dirk Hendriksz van der Schelling en Aletta Sinjon. Hij studeerde Rechten aan het Athenaeum Illustre te Amsterdam en Theologie aan het Remonstrants Seminarium aldaar. 
In 1712 werd Van der Schelling bevorderd tot proponent van de Remonstrantse Broederschap. Hij bediende in die hoedanigheid de kleine gemeente in Nijmegen. 
In 1713 werd hij predikant te Gorinchem en in 1714 te Gouda. Van der Schelling werd in 1721 meester in de rechten na een studie aan de Leidse Universiteit. Op 10 november 1724 maakte hij de kerkeraad bekend, dat hij van plan was om als predikant af te treden en op het einde van het jaar de dienst neer te leggen. Op aandringen van de gemeente bleef hij nog enkele maanden. Op 15 april 1725 diende hij zijn ontslagverzoek in. Hij vestigde zich in Rotterdam, waar hij tot zijn dood bleef wonen. 
In de jaren na zijn ontslag kreeg de samenwerking tussen Cornelis van Alkemade en Pieter van der Schelling vaste vorm, waarbij Van Alkemade zich richtte op publicatie van oude bronnen en Van der Schelling de publicaties voorzag van aantekeningen. Na de dood van zijn schoonvader in 1737 erfde hij diens collectie boeken en manuscripten en zette het werk voort op basis van Van Alkemades aantekeningen. Van der Schelling gaf vooral bronnen en geschriften van anderen uit, die hij voorzag van annotaties. Hij was overtuigd van de echtheid van de door zijn vader aangekochte valse Rijmkroniek van Klaas Kolijn en bereidde de publicatie daarvan voor. Dit plan werd echter doorkruist door de luxe uitgave die Gerard van Loon in 1745 het licht deed zien. Pieter van der Schelling schreef naast historische werken ook gedichten, die weinig indruk maakten, en publiceerde enkele lijkredes. Als lid van een niet-publieke kerk pleitte hij voor meer tolerantie, onder andere door een beroep te doen op de "aloude vryheid ... der Batavieren".
Pieter van der Schelling overleed in 1751. De collectie van Alkemade/Van der Schelling werd daarna gedeeltelijk verkocht. Het andere deel bleef in de familie en was rond 1830 in het bezit van de Van Vollenhovens, die 17 januari 1848 en volgende dagen het restant in Amsterdam lieten veilen. De catalogus van deze veiling is bewaard gebleven.

## Voornaamste werken
- Met Cornelis van Alkemade: Beschrijving van de stad Brielle en den landen van Voorn... (Rotterdam, 1729: 2 delen in 1 band)
- Met Cornelis van Alkemade: Nederlands displegtigheden (Rotterdam 1732-1735, 3 delen)
- Met Cornelis van Alkemade: Behandeling van 't kamp-regt; : d'aaloude en opperste regts-vorderinge voor den Hove van Holland, onder de eerste graaven (Rotterdam, 1740; 1e druk Delft, 1699)
- uitgever: Adriaan Pars, Catti aborigenes Batavorum, dat is: De Katten, de voorouders der Batavieren, ofte de twee Katwijken (Leiden/Amsterdam, 1745; 1e druk Leiden, 1697)
- Historie van het Notarisschap (Rotterdam, 1745)
- De aloude vryheid, staatsregeering en wetten der Batavieren; vergeleeken met die van laater tyden... (Rotterdam, 1746)

- Bibsys: 14025053
- Biografisch Portaal: 46744937
- Digitale Bibliotheek voor de Nederlandse Letteren: sche075
- International Standard Name Identifier: 0000 0001 2005 8822
- Library of Congress Control Number: n2009054893
- Nationale Bibliotheek van Tsjechië: mzk2010590353
- Nederlandse Thesaurus van Auteursnamen: 069975574
- RKD-Nederlands Instituut voor Kunstgeschiedenis: 367001
- Virtual International Authority File: 42145857792023020442
- WorldCat: E39PBJjtbFKFxYXwKtMy8BYdcP